# Karin Thomasdotter
Karin Thomasdotter (finska: Karin Thomaksentytär), född 1610, död 1697, var en fogde och länsman. 
Hon var dotter, sondotter, mor och farmor till fogdar, och gift med fogden i Pargas, Sverige (nu Finland). Efter makens död förestod hon länsmansgården, övertog hans ämbete och skötte det i fyrtio år. Som kvinnlig fogde intog hon en närmast unik ställning. Det finns bara ett enda ytterligare exempel i Finlands historia. Omdömet om henne var att hon "uppträdde inför tinget med stor myndighet". Hon var också en av de som innehade sin befattning under längst tid på 1600-talet.